# St. Josefs-Hospital Cloppenburg
Das St. Josefs-Hospital Cloppenburg ist eine Einrichtung der kirchlichen Stiftung Schwester Euthymia und stellt die medizinische Grundversorgung vor allem im Landkreis Cloppenburg in Niedersachsen sicher.

## Geschichte
Das Gründungsdatum der „Heilanstalt“ war der 2. Dezember 1863, denn damals bezogen drei Schwestern vom Orden des heiligen Franziskus in Münster das neue Cloppenburger Krankenhaus.  Das Bischöfliche Offizialat Vechta genehmigte 1865 die Satzung des Hospitals mit dem damaligen Namen „St. Josefs-Stift“.
Es folgten schwierige und bewegte Zeiten mit vielen räumlichen Erweiterungen und einem ständigen Personalzuwachs, weil das Krankenhaus in Cloppenburg immer stärkere Akzeptanz bei der Bevölkerung fand. Im Ersten Weltkrieg war das Hospital ein Lazarett der Wehrmacht. Danach wuchs das Hospital weiter und 1935 gab es schon 1.474 Patienten. Im Zweiten Weltkrieg starben durch einen Bombenangriff mehrere Patienten und eine Ordensschwester.
Wegen des stark gestiegenen Bedarfs an Krankenhausbetten wurden in der Nachkriegszeit zahlreiche Baumaßnahmen umgesetzt. Dazu gehörten 1950 drei neue Stationen mit je 36 Betten, eine neue Kinder- und Säuglingsstation sowie ein neuer Behandlungstrakt für Röntgenuntersuchungen und für chirurgische und gynäkologische Operationen. In den Jahren 1962 und 1963 entstanden ein Personalwohnheim sowie ein Schwesternwohnheim. Seit 1981 ist die Krankenhauskapelle der geistig-religiöse Mittelpunkt des Hospitals. Auch in den folgenden Jahrzehnten musste das Krankenhaus wegen steigender Patientenzahlen erheblich erweitert werden.
Zu Beginn der 2020er Jahre gründete die Krankenhausleitung eine gemeinnützige GmbH und schloss das Hospital der Stiftung Schwester Euthymia an. Im Jubiläumsjahr 2023 wurde das 160-jährige Bestehen des St. Josefs-Hospitals Cloppenburg gefeiert.
In der Gegenwart bietet das Krankenhaus mit 252 Betten in 13 Stationen eine gehobene Grund- und Regelversorgung für die Bevölkerung vor allem im nördlichen Oldenburger Münsterland. Jährlich werden rund 11.000 Patienten stationär und ca. 24.000 ambulant von über 80 Ärzten und knapp 300 Pflegekräften behandelt (Stand: 2022).
Im Herbst 2024 musste das St. Josefs-Hospital Cloppenburg Insolvenz anmelden. Um die Existenz des Krankenhauses zu sichern und um den Krankenhausbetrieb im vollen Umfang zu erhalten, wurde am 18. November 2024 ein Schutzschirmverfahren in Eigenverwaltung eingeleitet.

## Abteilungen
Das St. Josefs-Hospital Cloppenburg umfasst die nachfolgend aufgeführten Medizinischen Kliniken und Kompetenzzentren (Stand: Dezember 2024):

### Medizinische Kliniken
- Klinik für Allgemein- und Viszeralchirurgie
- Klinik für Augenheilkunde (Belegabteilung)
- Klinik für Anästhesie & Intensivmedizin
- Klinik für Angiologie
- Klinik für Gastroenterologie
- Klinik für Gefäßchirurgie & Endovaskuläre Chirurgie
- Klinik für Geriatrie
- Klinik für Gynäkologie und Geburtshilfe
- Klinik für Hämatologie, Onkologie & Palliativmedizin
- Klinik für HNO (Belegabteilung)
- Klinik für Kardiologie
- Klinik für Nephrologie
- Klinik für Neurologische Funktion
- Klinik für Orthopädie, Sportorthopädie & Unfallchirurgie
- Klinik für Pneumologie & Beatmungsmedizin
- Klinik für Radiologie
- Klinik für Zentrale Notaufnahme

### Kompetenzzentren
- Darmzentrum
- EndoProthetik-Zentrum der Maximalversorgung
- Nephrologisches Zentrum
- Traumazentrum
- Zentrum für Bluthochdruck
- Zentrum für ELITE-Studie
- Zentrum für Lipid-Ambulanz

## Ausbildung
Das Krankenhaus in Cloppenburg besitzt wie auch das St. Franziskus-Hospital Lohne ein Bildungszentrum für Nachwuchskräfte. An diesen Standorten starten jährlich insgesamt 120 junge Erwachsene ihre Ausbildung zur Pflegefachfrau bzw. zum Pflegefachmann. Außerdem gibt es jährlich 20 Auszubildende für die Assistenz in der Operationstechnik und der Anästhesie.
Genauso wie das St. Marienhospital Vechta ist das St. Josefs-Hospital ein akademisches Lehrkrankenhaus der Medizinischen Hochschule Hannover. Eine qualifizierte Kommission führt die Abschlussprüfungen der Kandidaten alljährlich in Cloppenburg durch.